# Dan the Automator
Daniel M. Nakamura  conocido por su nombre artístico Dan the Automator, es un productor de discos estadounidense de San Francisco, California. Es el fundador de la compañía editorial Sharkman Music y sello de grabación 75 Ark.

## Primeros años
Nakamura nació en San Francisco, California. Sus padres estuvieron durante un periodo en campamentos de internamiento japonés siendo niños. Su padre trabajó para la Agencia de Desarrollo de San Francisco y su madre enseñada en Universidad de Ciudad de San Francisco. Mientras era niño,  aprendió a tocar violín. Mientras cursaba la escuela secundaria, se vio inmerso en la cultura del hip hop. Gradúe de San Francisco Universidad Estatal.

## Carrera
Nakamura empezó su carrera como DJ cuándo era adolescente . Después de ver a loa DJs el más jóvenes DJ Qbert y Mix Master Mike actuando en vivo, él decidió enfocarse en producir pistas musicales.
Su debut EP, Music to Be Murder By, se estrenó 1989. Él obtuvo atención nacional por primera vez con su trabajo en el álbum Dr. Octagonecologyst de 1996 de Kool Keith.
En 1999, Nakamura y Prince Paul formó el proyecto colaborativo Handsome Boy Modeling School, asumiendo los alter ego Nathaniel Merriweather y Chest Rockwell, respectivamente. En aquel año, se unió con Del the Funky Homosapien y Kid Koala para formar Deltron 3030. En 2000, él lanzó A Much Better Tomorrow. Produjo el álbum debut de Gorillaz de 2001, Gorillaz.
Él conforma la mitad Got a Girl, junto con la actriz Mary Elizabeth Winstead. El álbum debut del dúo, I Love You but I Must Drive Off This Cliff Now, se estrenó en 2014.
Él compuso la música para la película de comedia Booksmart de 2019. El álbum de esa banda sonora se lanzó el mismo año.

## Discografía

### Álbumes de estudio
- A Much Better Tomorrow (2000)
- Booksmart: Score by Dan the Automator (2019)

### Álbumes de recopilación
- Wanna Buy a Monkey? (2002)
- Dan the Automator Presents 2K7 (2006)

### Remix álbumes
- Bombay The Hard Way: Guns, Cars and Sitars (1998)

### EPs
- Music to Be Murdered By (1989)
- King of the Beats (1990)
- A Better Tomorrow (1996)

### Sencillos
- "Bear Witness III (Once Again)" (2002)
- "Rapper's Delight" (2009)

### Producciones
- Dr. Octagon - Dr. Octagonecologyst (1996)
- Cornershop - When I Was Born for the 7th Time (1997)
- Kalyanji–Anandji - Bombay the Hard Way: Guns, Cars and Sitars (1998)
- Jon Spencer Blues Explosion - Acme (1998)
- Handsome Boy Modeling School - So... How's Your Girl? (1999)
- Primal Scream - XTRMNTR (2000)
- Deltron 3030 - Deltron 3030 (2000)
- Gorillaz -  Gorillaz (2001)
- Lovage - Music to Make Love to Your Old Lady By (2001)
- Ben Lee - Hey You. Yes You. (2002)
- Galactic - Ruckus (2003)
- Handsome Boy Modeling School - White People (2004)
- Head Automatica - Decadence (2004)
- Jamie Cullum - Catching Tales (2005)
- Teriyaki Boyz - Beef or Chicken (2005)
- Peeping Tom - Peeping Tom (2006)
- Little Barrie - Stand Your Ground (2006)
- Josh Haden - Devoted (2007)
- Men Without Pants - Naturally (2008)
- Anaïs Croze - The Love Album (2008)
- Kasabian - West Ryder Pauper Lunatic Asylum (2009)
- Dredg - Chuckles and Mr. Squeezy (2011)
- Miles Kane - Colour of the Trap (2011)
- Lateef the Truthspeaker - Firewire (2011)
- Kasabian - Velociraptor! (2011)
- DRC Music - Kinshasa One Two (2011)
- Pillowfight - Pillowfight (2013)
- Jamie Cullum - Momentum (2013)
- Deltron 3030 - Event 2 (2013)
- Got a Girl - I Love You but I Must Drive Off This Cliff Now (2014)
- Exodus - Blood In, Blood Out (2014)
- Dr. Octagon - Moosebumps: An Exploration Into Modern Day Horripilation (2018)

### Bandas sonoras
- Scream 2 - "Right Place Wrong Time" (1997)[17][18]
- Ocean's Eleven - "The Projects (P Jays)"[19][20] (2001)
- Slackers - "Rock n' Roll (Could Never Hip Hop Like This)," "Holy Calamity" (2002)
- Blade II - "Gorillaz on my Mind" (2002)[21][22]
- Tony Hawk's Underground - "A Better Tomorrow," "Positive Contact'' (2003)[23]
- Tony Hawk's Underground 2 - "Holy Calamity (Bear Within Us)" (2004)
- Charmed - "Fallen" (2005)[24]
- Californication - "Mojo" (2007)[25]
- The Sopranos - Stage 5 Remix (2007)[26]
- Scott Pilgrim vs. the World - "Slick (Patel's Song)" (presentando a Satya Bhabha), "Ninja Ninja Revolution" (2010)
- Better Call Saul - "The Truth" (2015)[27]
- Money Monster - "What Makes the World Go Round? (Money!)" "Da Da Da" (2016)[28]
- Booksmart - Original Score & Music
- Always Be My Maybe - "Hello Peril" "I Punched Keanu Reeves" (2019)[29]
- Broken Bread - Original Score Season 1 (2019)[30]
- Holidate - Original Score (2020)
- Dash & Lilly - Original Score (2020)
- Salt & Pepa - Music (2021)